# Outi Kettunen
Outi Kettunen (* 8. März 1978 in Kajaani, Finnland) ist eine ehemalige finnische Biathletin.
Kettunen, Studentin aus Kajaani betrieb Biathlon seit 1987 und startet für Kajaani Biathlon. Ihr internationales Debüt gab sie bei den Juniorenweltmeisterschaften 1997 in Forni Avoltri. Im Einzel und im Sprint kam sie dort auf fünfte Plätze. Ihr Weltcup-Debüt gab sie zu Beginn der Saison 1998/99 in Hochfilzen. Schon in ihrem ersten Rennen, einem Einzel, gewann sie als 17. erste Weltcuppunkte. Schon kurz darauf kam sie im Einzel in Osrblie als Vierte erstmals unter die besten Zehn. Es sollte gleichzeitig ihr bestes Weltcup-Ergebnis werden. In elf Rennen konnte Kettunen in dieser, ihrer besten Saison, Weltcuppunkte sammeln und erreichte am Ende in der Gesamtwertung einen 22. Platz. Auch mit der Staffel konnte sie, zu der neben ihr noch Katja Holanti, Annukka Mallat und Eija Salonen gehörten, als Dritte in Lake Placid ihr bestes Ergebnis erreichen. In dieser Saison nahm sie auch erstmals an Biathlon-Weltmeisterschaften teil. In Kontiolahti wurde sie mit der Staffel und im Sprint Sechste sowie in der Verfolgung Achte.
Bis 2005 nahm sie an weiteren vier Weltmeisterschaften teil, konnte aber abgesehen von Staffelplatzierungen nicht mehr an ihre guten Ergebnisse anknüpfen. An Olympischen Spielen nahm Kettunan 2002 in Salt Lake City teil, ohne nennenswerte Platzierungen zu erreichen. Nach der Saison 1999/2000 konnte die Finnin insgesamt nur noch sporadisch vorzeigbare Ergebnisse erreichen.

## Biathlon-Weltcup-Platzierungen
Die Tabelle zeigt alle Platzierungen (je nach Austragungsjahr einschließlich Olympische Spiele und Weltmeisterschaften).
- 1.–3. Platz: Anzahl der Podiumsplatzierungen
- Top 10: Anzahl der Platzierungen unter den ersten zehn (einschließlich Podium)
- Punkteränge: Anzahl der Platzierungen innerhalb der Punkteränge (einschließlich Podium und Top 10)
- Starts: Anzahl gelaufener Rennen in der jeweiligen Disziplin

| Platzierung | Einzel | Sprint | Verfolgung | Massenstart | Staffel | Gesamt |
| ----------- | ------ | ------ | ---------- | ----------- | ------- | ------ |
| 1. Platz    |        |        |            |             |         |        |
| 2. Platz    |        |        |            |             |         |        |
| 3. Platz    |        |        |            |             |         |        |
| Top 10      | 2      | 1      |            |             | 13      | 16     |
| Punkteränge | 7      | 7      | 6          | 1           | 25      | 46     |
| Starts      | 17     | 40     | 22         | 2           | 25      | 106    |